# Čápi
Čápi (Ciconiiformes) jsou řád velkých, u vody žijících ptáků, kteří jsou nápadní svým dlouhým krkem, zobákem i nohama a výrazným zbarvením, které je převážně kombinací černé a bílé barvy. Řád zahrnuje jedinou čeleď čápovití (Ciconiidae), která je rozdělena do 19 recentních druhů.

## Taxonomie
Odborný název řádu Ciconiiformes se ve starší literatuře objevuje pod názvem brodiví. Do tohoto řádu se původně řadili vedle čápovitých (Ciconiidae) i ibisovití (Threskiornithidae) a volavkovití (Ardeidae), člunozobcovití (Balaenicipitidae) a kladivoušovití (Scopidae). Moderní výzkumy DNA však ukázaly, že čápovití tvoří samostatný řád. Všechny čeledi kromě čápovitých tak byly přeřazeny do řádu Pelecaniformes, takže v kladu Ciconiiformes zůstali pouze čápovití.
Čápovité řadí do samostatného řádu taxonomické autority jako Americká ornitologická unie, IUCN či Česká ornitologická společnost (ČSO), která označuje řád Ciconiiformes jako čápi.

### Seznam druhů
Mezinárodní ornitologické unie rozeznává 19 druhů čápů v 6 rodech:
- tribus Ciconiini (typičtí čápi)
  - rod Ciconia Brisson, 1760
    - čáp bělokrký (Ciconia episcopus) (Boddaert, 1783)
    - čáp bílý (Ciconia ciconia) (Linnaeus, 1758)
    - čáp černý (Ciconia nigra) (Linnaeus, 1758)
    - čáp jihoamerický (Ciconia maguari) (Gmelin, 1789)
    - čáp pestrý (Ciconia stormi) (Blasius, 1896)
    - čáp simbil (Ciconia abdimii) Lichtenstein, 1823
    - čáp východní (Ciconia boyciana) Swinhoe, 1873
- tribus Leptoptilini (obrovští čápi)
  - rod Ephippiorhynchus Bonaparte, 1855
    - čáp černokrký (Ephippiorhynchus asiaticus) (Latham, 1790)
    - čáp sedlatý (Ephippiorhynchus senegalensis) (Shaw, 1800)

  - rod Jabiru Hellmayr, 1906
    - čáp jabiru (Jabiru mycteria) (Lichtenstein, 1819)

  - rod marabu (Leptoptilos) Lesson, 1831
    - marabu africký (Leptoptilos crumeniferus) (Lesson, 1831)
    - marabu indický (Leptoptilos dubius) (Gmelin, 1789)
    - marabu indomalajský (Leptoptilos javanicus) (Horsfield, 1821)
- tribus Mycteriini (lesní čápi a zejozobi)
  - rod nesyt (Mycteria) Linnaeus, 1758
    - nesyt africký (Mycteria ibis) (Linnaeus, 1766)
    - nesyt americký (Mycteria americana) Linnaeus, 1758
    - nesyt bílý (Mycteria cinerea) (Raffles, 1822)
    - nesyt indický (Mycteria leucocephala) (Pennant, 1769)

  - rod zejozob (Anastomus) Bonnaterre, 1791
    - zejozob africký (Anastomus lamelligerus) Temminck, 1823
    - zejozob asijský (Anastomus oscitans) (Boddaert, 1783)

## Výskyt
Vyjma chladných oblastí žijí na území všech světadílů. V mírném pásu v Evropě a západní Asii se vyskytují čáp bílý a čáp černý a ve východní Asii čáp východní, tyto druhy před příchodem zimy migrují do teplých krajů, do Afriky nebo Asie. Ostatní žijí v subtropech a tropech; čáp jihoamerický, čáp jabiru a nesyt americký v Americe, čáp černokrký v Austrálii a zbylých 12 druhů v Africe a Asií. Ojediněle se stěhují i některé další druhy – zalétávají hnízdit na sever od rovníku a zbytek roku přežívají na jihu Afriky, např. čáp pestrý.
Druhy při pravidelné migraci uletí ročně i přes 10 000 km. V České republice hnízdí čáp bílý a řidčeji čáp černý, celosvětově jím podle IUCN ohrožení nehrozí, jsou považováni za málo dotčený druh (LC). V ČR je podle "Vyhlášky MŽP ČR č. 395/1992 Sb. ve znění vyhl. č. 175/2006 Sb." čáp černý považován za silně ohrožený (§2) a čáp bílý za ohrožený druh (§3).
Velká většina druhů žije poblíž vodních toků, mokřadů a okolo vodních ploch, jen někteří žijí na rozsáhlých travnatých pastvinách vzdálených od vody a nejsou na ní příliš závislí. Všeobecně se ale dá říci, že všichni čápi mají tendenci přebývat na sušších stanovištích než třeba ibisi, kolpíci nebo volavky.

## Popis
Čápi jsou velcí ptáci s podobným vzhledem, mají dlouhý zobák, krk i nohy a relativně velké a těžké tělo. Největší druh marabu africký bývá vysoký až 150 cm a váží až 9 kg, kdežto nejmenší čáp simbil nebývá větší než 80 cm a mívá hmotnost do 3 kg. Křídla mají dlouhá a široká, rozpětí u větších druhů dosahuje až 3,2 metrů. Ocas mají všeobecně krátký. Pohlavní dimorfismus se u čápovitých projevuje jen větší velikosti samců, peří mají zbarveno stejně. Je to převážně kombinace bílé a černé barvy, často s kovovým leskem, některé druhy mají holé tváře i krk. Jejich dlouhý zobák, rovný nebo mírně zahnutý, může měřit až 35 cm. Nohy jsou více než do poloviny holeně neopeřené, mezi třemi předními prsty je plovací blána. Dlouhé nohy jdou uzpůsobeny především pro pomalou chůzi dlouhými kroky, běhají jen málokdy. Mají zakrnělé hlasové ústrojí, zvukově se projevují obvykle jen klapáním zobáků, někteří vydávají chraplavé či pískavé zvuky.
Jsou velmi vytrvalí letci, umí dovedně plachtit při využití stoupavých teplých proudů. Pouze ptáci rodu marabu létají se vztyčeným krkem do "S", ostatní ho mají natažen dopředu. Čápi létají ve skupinách, které netvoří žádné uspořádané útvary.

## Strava
Všechny druhy jsou výhradně masožravé a jejich jídelníček se liší podle míst kde žijí. U druhů z blízkosti vodních ploch převažují ryby, žáby, měkkýši, drobní hadi, ještěrky, myši, hraboši, krtci, nejrůznější hmyz, žížaly a členovci. U těch, kteří přebývají v travnatých savanách, se v menu ryby, žáby a další vlhkomilní živočichové téměř nevyskytují. Při lovu obvykle tiše kráčejí dlouhými kroky ke kořisti a pak rychle zaútočí zobákem.
Druhy rodu nesyt se specializují na lov v mělké vodě, kde nohama rozhrabávají bahno a otevřeným zobákem hledají vyplašené rybky a další živočichy. V zakalené vodě sice kořist nevidí, mají ale na zobáku speciální hmatové receptory, které po doteku s úlovkem způsobí okamžité zavření zobáku a její bezpečné polapení.
Poměrně specializovaný je i rod marabu. Tito ptáci občas požírají mršiny a přestože mají ze všech čápovitých nejsilnější zobák, nedokáži kůži většího zvířete proseknout a čekají na její otevření hyenami nebo supy. Mimoto loví ryby, obojživelníky, hady, větší hlodavce a žerou vejce ptáků i krokodýlů a mnohdy loví i ptačí mláďata.

## Hnízdění

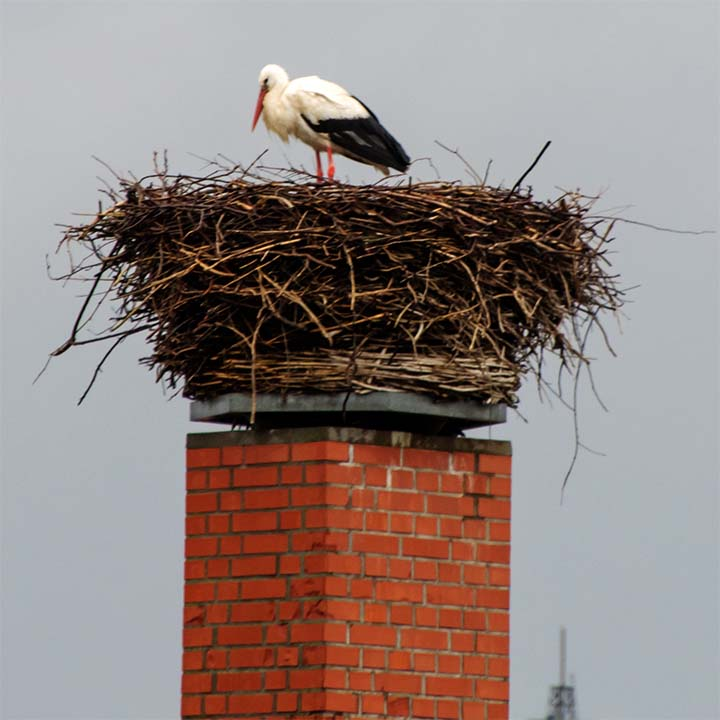
Čapí hnízdo

Čápi hnízdí převážně ve velkých koloniích, které mohou mít i tisíc párů, často současně s pelikány, ibisovitými nebo volavkovitými. Některé druhy, např. čáp černý, hnízdí osamoceně. Po příletu na hnízdiště proběhnou nutné námluvy a svatební tance. Svá hnízda si staví na stromech, skalních římsách nebo, jako např. čáp bílý, na střechách, komínech a sloupech elektrického vedení. Osídlují také stará a již opuštěná hnízda po jiných ptácích. Hnízda splétají z větví a vystlávají suchou trávou, stará každým rokem přistavují až mívají v průměru 2 až 3 metry.

## Rozmnožování
Čápi jsou monogamní ptáci, některé páry jsou trvalé. Po snesení 3 až 5 bílých vajec, cca 60 až 150 g těžkých, následuje inkubace v délce 25 až 38 dnů kterou zajišťují oba rodiče. Také je společně krmí potravou přinášenou ve voleti a zahřívají nebo naopak chrání před sluncem stíněním roztaženými křídly. V závislosti na druhu jsou mláďata po 50 až 100 dnech opeřená a opouštějí hnízdo. Průměrná délka života čápovitých je okolo 20 až 30 let. Dospělí ptáci nemají vyjma lidí téměř žádných přirozených nepřátel.

## Ohrožení
Podle IUCN jsou považováni za ohrožený druh čáp pestrý, čáp východní a marabu indický, za zranitelný druh marabu indomalajský a nesyt bílý.

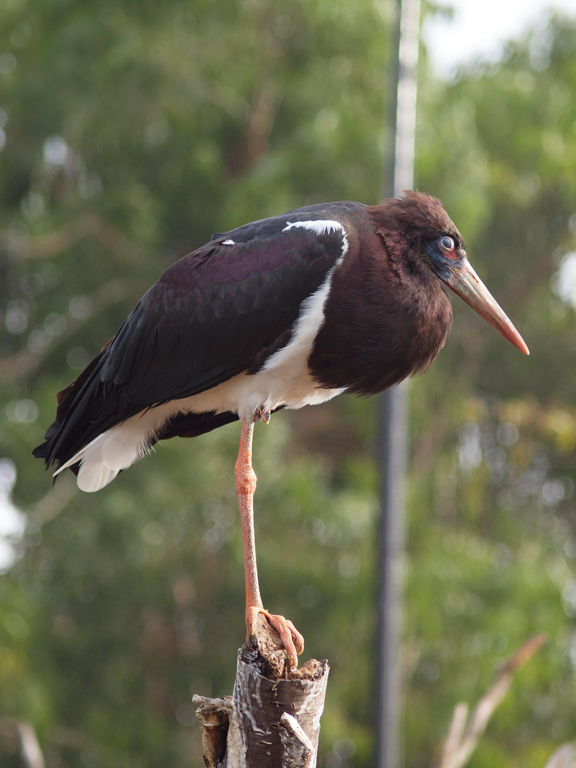
Čáp simbil
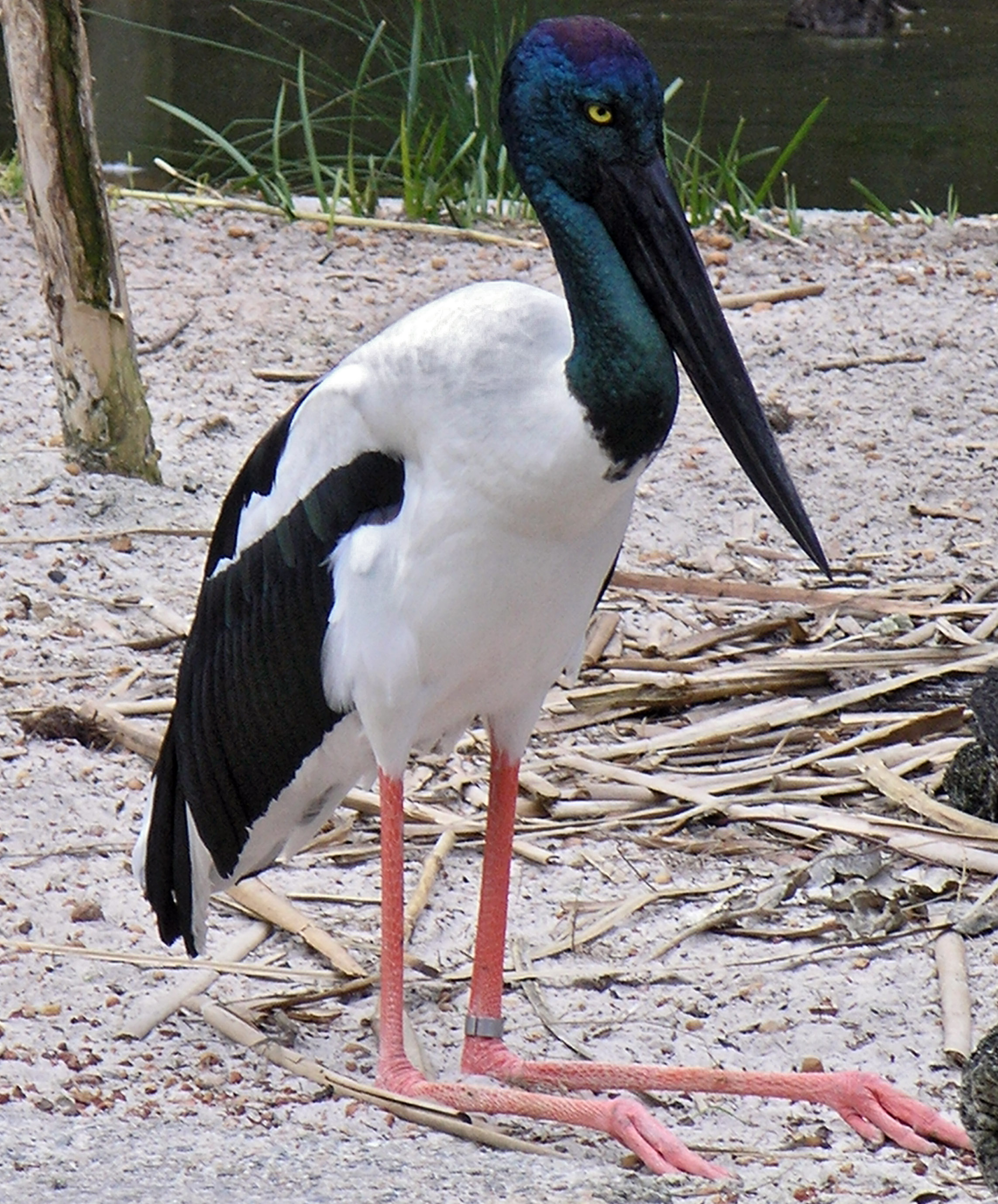
Čáp černokrký
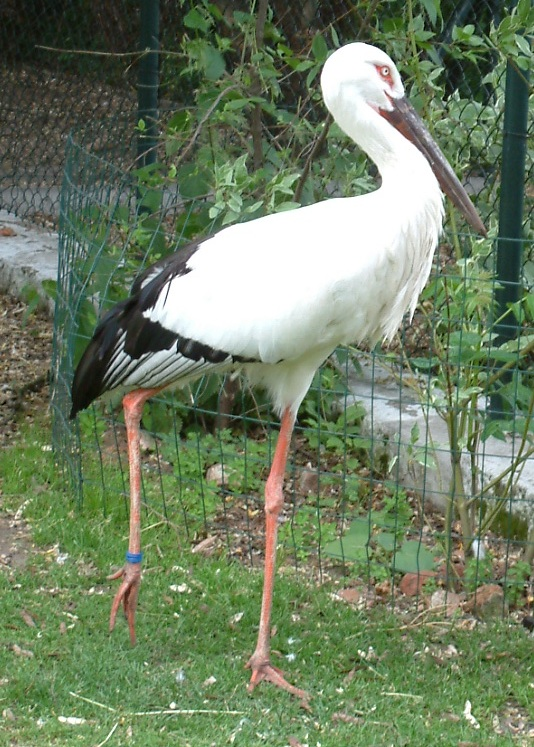
Čáp východní
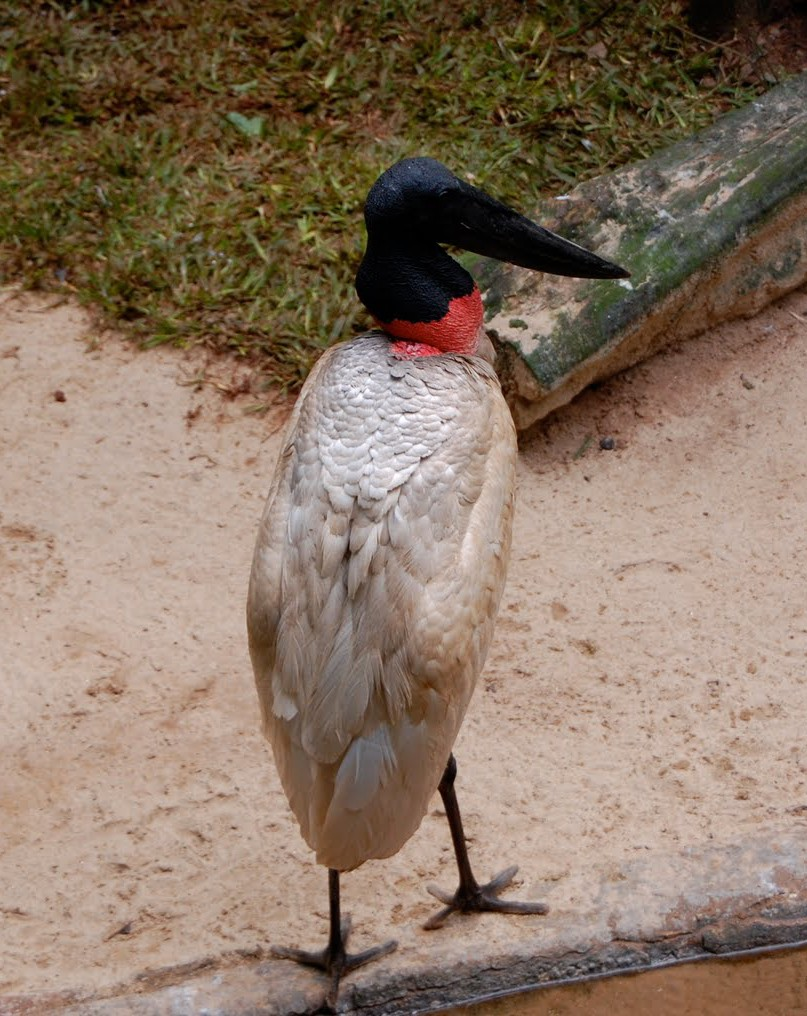
čáp jabiru
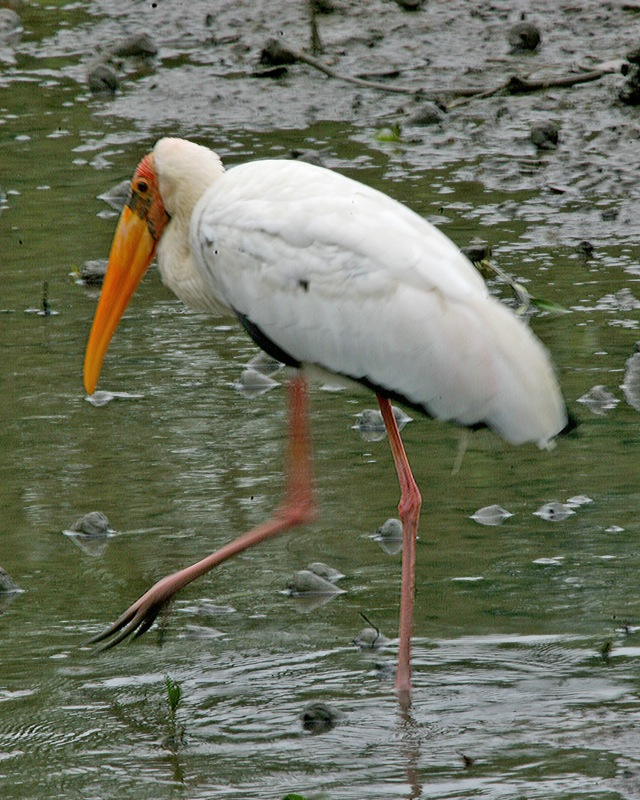
Nesyt bílý
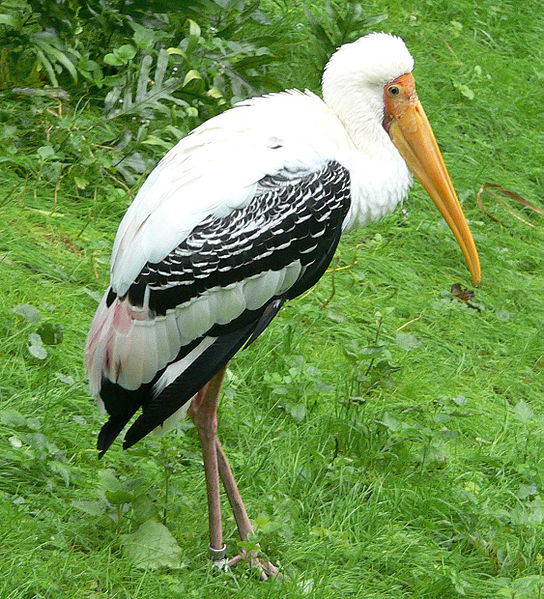
Nesyt indický
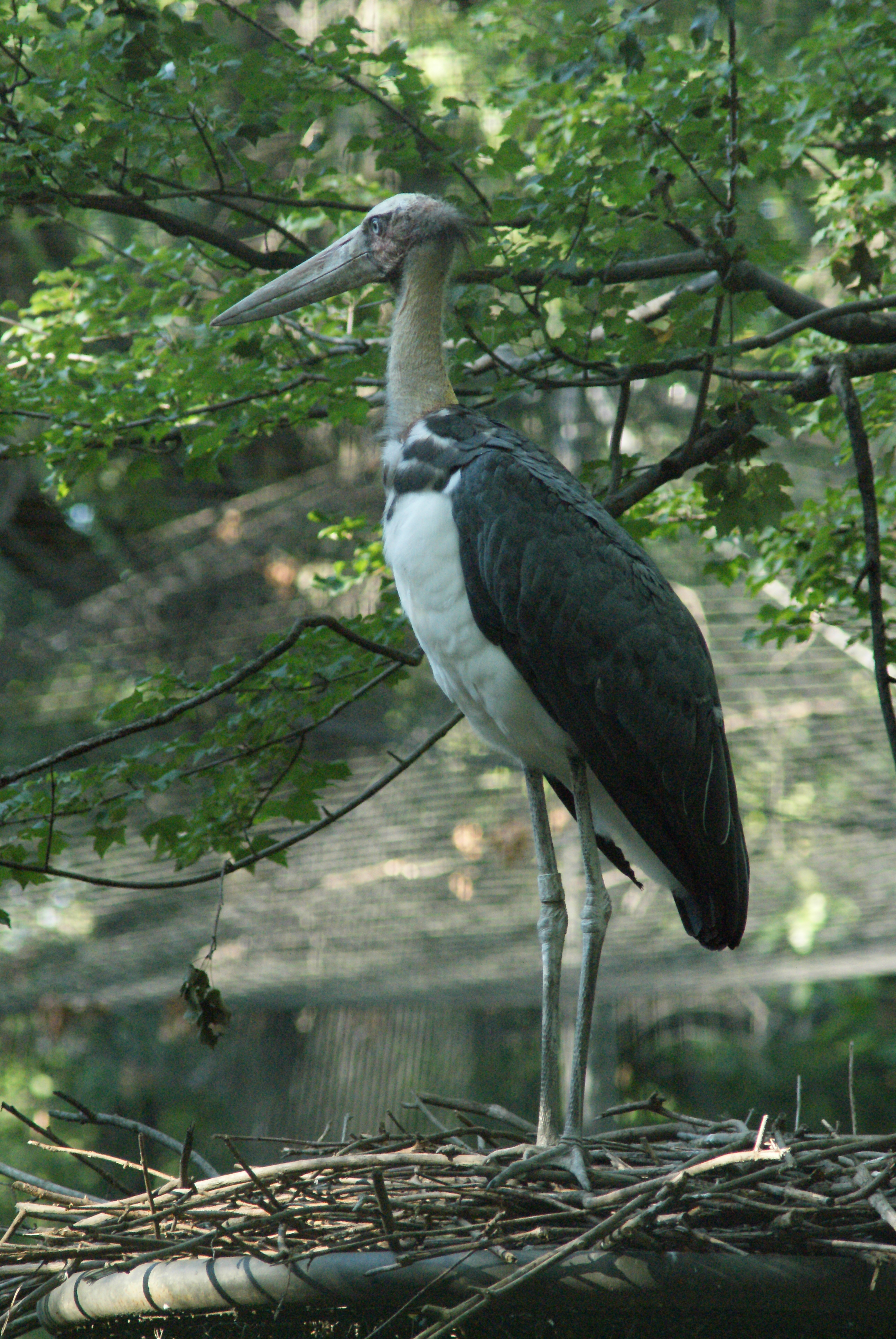
Marabu indomalajský
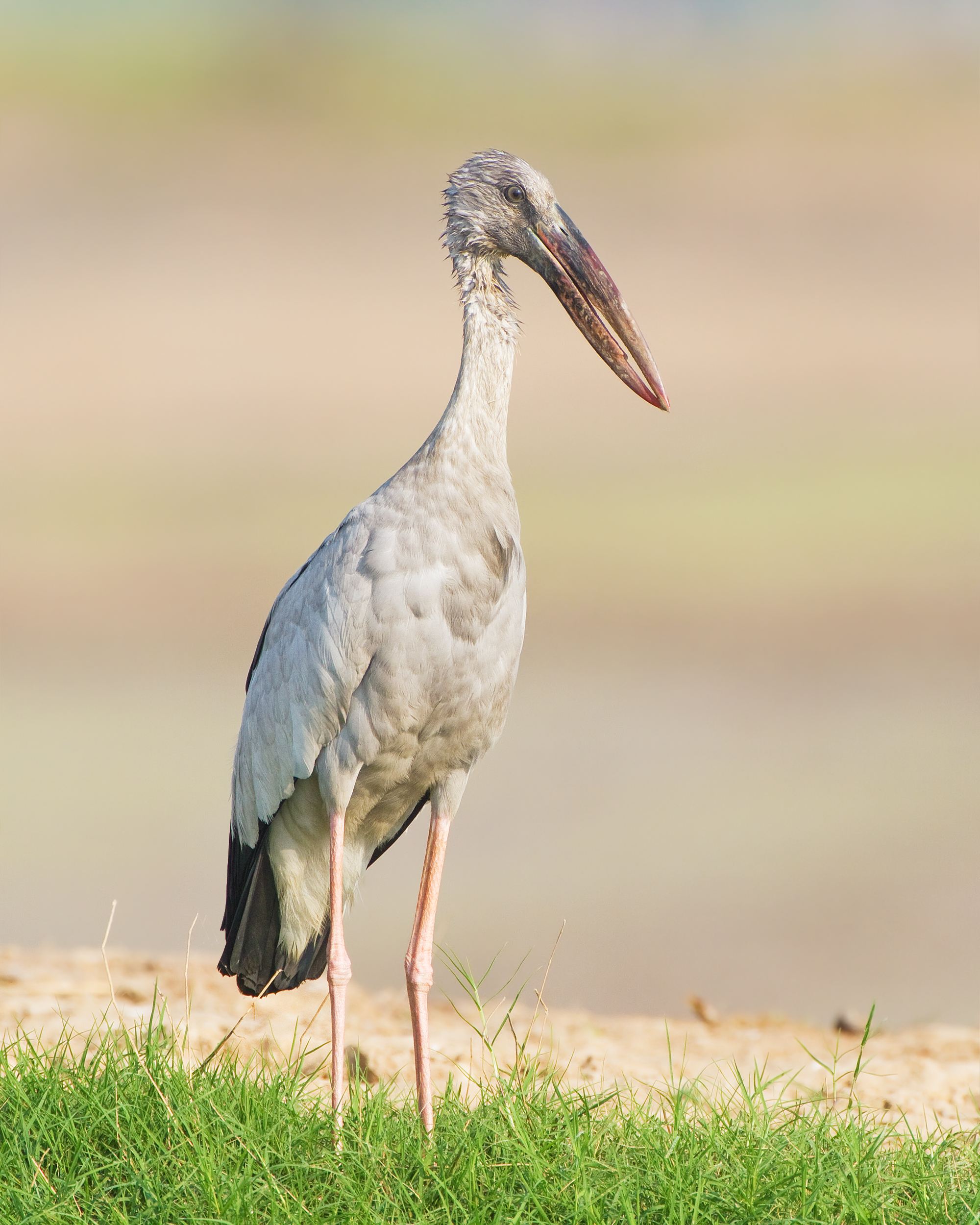
Zejozob asijský